# 무하마드 윌커슨

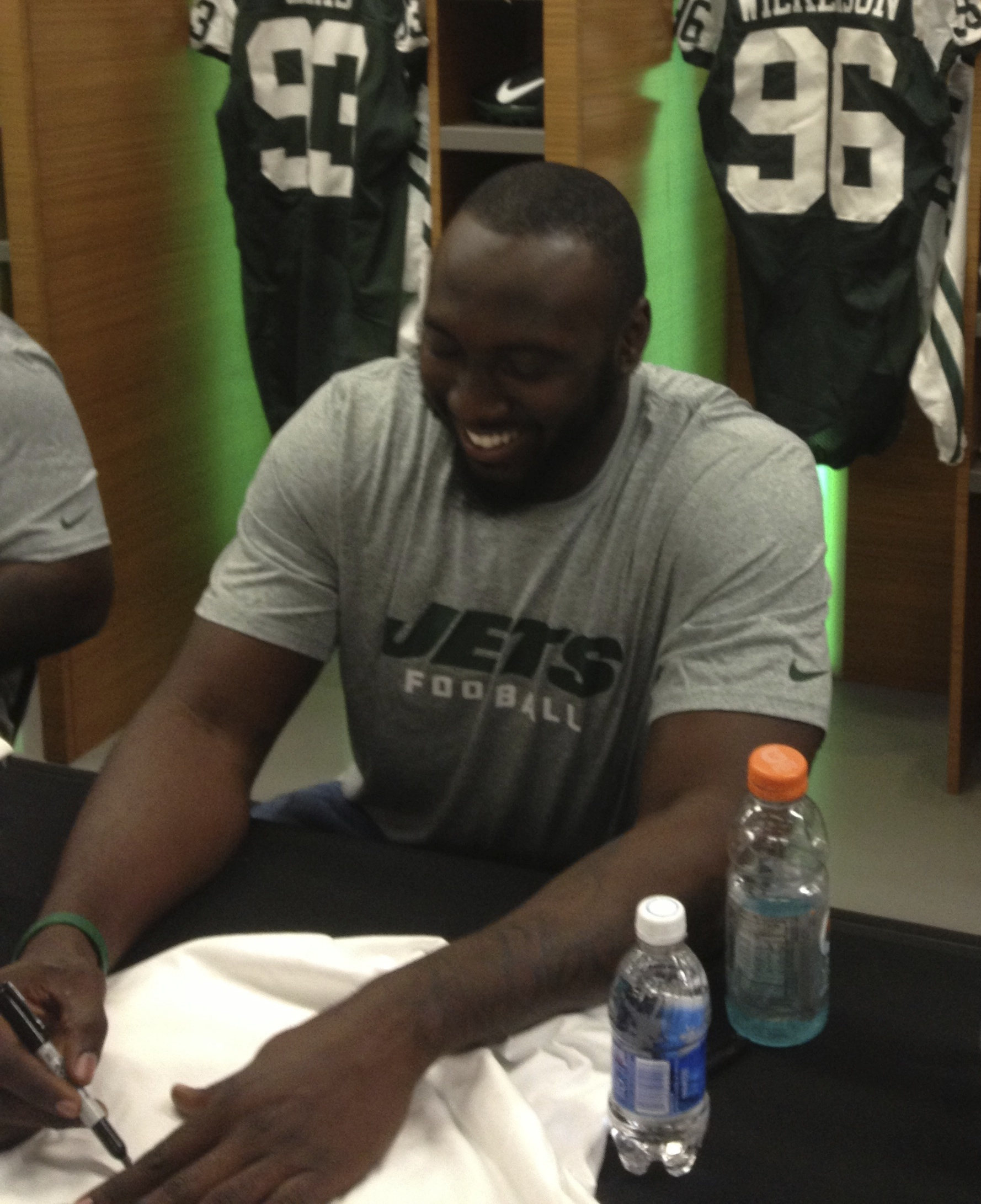
무하마드 월커슨

무하마드 윌커슨(Muhammad Wilkerson, 1989년 10월 22일 ~ )은 미국의 미식축구 선수이다.